# Джеррі Дабс
Джеррі Дабс (англ. Jerry Dubs; Гановер, Пенсільванія, США) — американський письменник, журналіст. Найпопулярніша серія романів письменника стосується мандрівки у часі в стародавній Єгипет. Кількість продажів першого роману з цієї серії, за назвою Імхотеп, перевищує 100 тисяч екземплярів і має оцінку 4.3 з 5 на сайті Amazon.com